# Pola (program)
Pola – polska aplikacja dla urządzeń mobilnych podająca na podstawie zeskanowanego kodu kreskowego danego produktu informacje o jego producencie. Pozwala na szybkie zdobycie informacji na temat miejsca działania producenta, własności kapitału przedsiębiorstwa, zatrudnienia pracowników w Polsce oraz stwierdzenia, czy producent wchodzi w skład zagranicznego koncernu. Celem korzystania z programu ma być wsparcie polskiej gospodarki przez konsumentów.
Aplikacja jest udostępniona na licencji GPL 2.0. Dostępne są wersje na systemy operacyjne: Android, iOS, Windows Phone 8.1, Windows 10 Mobile oraz Huawei.

## Historia
11 listopada 2015 informatycy ze społeczności Koduj dla Polski we współpracy ze stowarzyszeniem Klub Jagielloński udostępnili darmową aplikację Pola. Partnerem „Poli” są m.in. Centrum Analiz Klubu Jagiellońskiego oraz Instytut Logistyki i Magazynowania, który zapewnia bazę kodów kreskowych i producentów.
Do lutego 2016 aplikację zainstalowano 80 000 razy i za jej pomocą zeskanowano ponad 1 000 000 kodów kreskowych. Do 3 marca 2016 aplikacja została pobrana ponad 100 tysięcy razy, a przy jej użyciu zeskanowano 1,4 mln kodów kreskowych. W kwietniu tego roku liczba użytkowników podwoiła się notując poziom 200 tysięcy, a liczba zeskanowanych kodów kreskowych osiągnęła poziom 2 mln. Do 14 czerwca 2016 roku aplikację pobrano ponad 220 tysięcy razy, a za jej pomocą użytkownicy zeskanowali już prawie 3 mln kodów.
W listopadzie 2015 roku informacjami o produkcie oraz producencie było opatrzonych 50% zeskanowanych towarów w czasie pierwszego tygodnia. 14 czerwca 2016 taką informację posiadało już ponad 80% produktów. Według badań Instytutu Monitorowania Mediów przeprowadzonych od 21 marca 2016 roku do 4 kwietnia na temat „Poli” ukazało się w mediach społecznościowych takich jak Twitter czy Facebook ponad 2,2 tys. wzmianek, z czego 96% opinii nacechowanych emocjonalnie miało wydźwięk pozytywny. W sumie aplikacja miała 2 300 000 impresji w mediach społecznościowych.
Ze względu na duże zainteresowanie Klub Jagielloński postanowił przeznaczyć na rozwój aplikacji środki uzyskane dzięki odpisom od podatków 1%. Zapowiedziano również, że aplikacja pozostanie bezpłatna i nie będzie zawierać reklam.

## Opis programu
Program jest spersonalizowanym skanerem kodów kreskowych z dostępem do bazy danych online zawierającej opisy produktów oraz dane ponad 1000 producentów działających na rynku polskim.
Pola klasyfikuje producentów w punktowej skali od 0 do 100, którą przedstawia w postaci czerwonego paska: 
- 35 punktów przyznaje proporcjonalnie do udziału polskiego kapitału w konkretnym przedsiębiorstwie;
- 10 punktów otrzymuje przedsiębiorstwo, które zostało zarejestrowane w Polsce;
- 30 punktów przyznawane jest przedsiębiorstwu, które produkuje na terenie Polski;
- 15 punktów za inwestowanie w badania naukowe oraz dalszy rozwój produktów w Polsce;
- 10 punktów otrzymują te przedsiębiorstwa, które nie są częścią zagranicznych koncernów[11]

## Dystrybucja
Aplikacja jest dostępna za darmo m.in. w sklepie Google Play, App Store, Microsoft, oraz przez mobilną bramkę Pola.